# Arvidsjaur (plaats)
Arvidsjaur (Samisch: Árviesjávvre) is een industriestadje (tätort) in en het bestuurscentrum van de Zweedse gemeente Arvidsjaur. Het is gelegen op de zuidelijke oever van het Arvidsjaursjön. De omgeving van het plaatsje werd rond 1757 door de Zweden gekolonialiseerd, daarvoor was het een nederzetting van de Saami. Deze Saami komen nog elk jaar op de rendiermarkt waarbij het “vee” opnieuw verdeeld wordt over de eigenaren; oudere dieren worden geslacht en jongere dieren geoormerkt. In het centrum van het stadje staat een woonwijk Lappenstaden (Lappenstad), waar de Saami nog volgens traditie kunnen leven. Het is daarbij een soort open museum voor de Zweden.
Het stadje kan voor haar ontwikkeling geen kant op. Het ligt ingeklemd tussen het meer aan de noordkant en aan de zuidwest kant ligt de Prästberget van 570 meter hoog.

## Verkeer en vervoer
Arvidsjaur is een verbindingsplaats in een bijna geheel uitgestorven gemeente. Gelegen aan het meer was het al eenvoudig te bereiken, daarna zijn er andere mogelijkheden gekomen:
- De Europese weg 45, voorheen rijksweg 45, die noord-zuid loopt;
- De Riksväg 95, Zilverweg genoemd, die van noordwest naar zuidoost loopt
- De Riksväg 94, die oostwaarts naar Älvsbyn gaat;
- Luchthaven Arvidsjaur met een dagelijkse verbinding naar Stockholm; het ligt aan de overzijde van het meer
- spoorlijn.

### Spoorlijn
In het dorp staat nog een station aan de Inlandsbanan, een lijn die al een aantal jaren alleen nog 's zomers een dienstregeling heeft van 1x per dag noordwaarts, 1x per dag zuidwaarts. Vanuit het station vertrekken ook 's zomers stoomtreinen op dat spoor. Naar het zuidoosten voert dan nog een spoorlijn naar Jörn en uiteindelijk Skellefteå, die lijn is alleen voor goederenvervoer, maar wordt anno 2008 zelden meer gebruikt; goederenvervoer over de weg is eenvoudiger te regelen. Vroeger was er ook de inmiddels opgebroken spoorlijn Arvidsjaur - Jörn.

## Betekenis
Arvid is een voornaam in Zweden, daarvan is de plaatsnaam echter niet afkomstig. Arvidsjaur is een verzweedsing van de Samische naam, waarbij árvies gul (rijk) betekent en jaur meer. Toen het haar naam kreeg zat er veel vis in het meer.
Bestuurscentrum: Arvidsjaur (tätort)
Tätort: Glommersträsk · Moskosel ·
Småort: Abborrträsk · Auktsjaur · Järvträsk · Lauker